# Antigas províncias do Japão

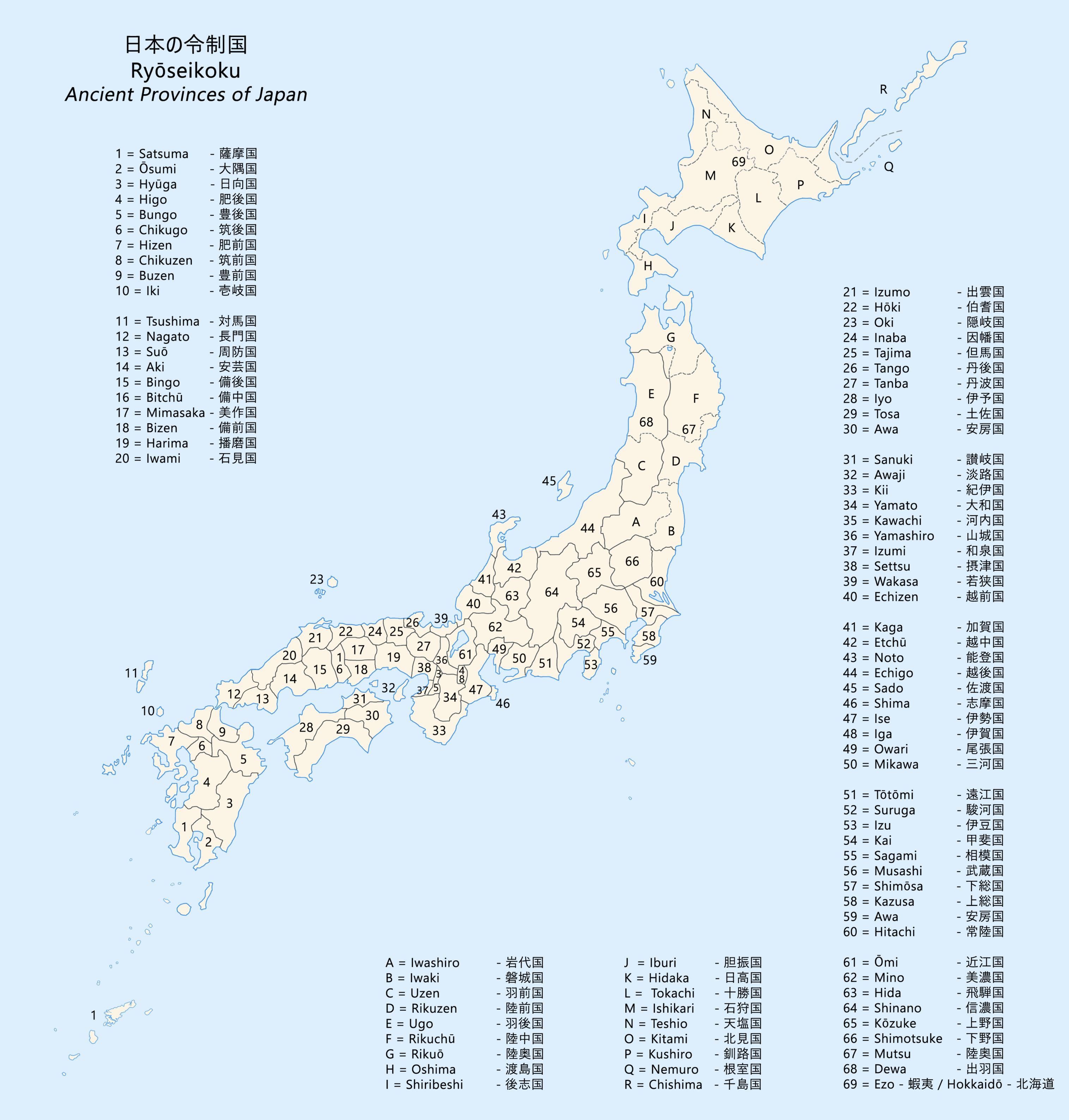
As províncias do período Kamakura de 1868.

Antes do moderno sistema de prefeitura ser estabelecido, o território do Japão foi dividido em dezenas de kuni (国, países), geralmente conhecido em Inglês como provinces. Cada província foi dividida em gun (郡, distritos;  anteriormente denominado kōri).
As províncias foram originalmente estabelecidas por Ritsuryō como ambas unidades administrativas e regiões geográficas. No final do período Muromachi, no entanto, sua função de unidades administrativas, foi efetivamente e progressivamente substituída pelos domínios do sengoku-daimyo. Sob o governo do Toyotomi Hideyoshi, as províncias foram totalmente substituídas de unidades administrativas por feudos de daimyo. No período Edo, os feudos ficaram conhecidos como han. As províncias permaneceram como entidades geográficas e as pessoas geralmente se referem a um determinado lugar por acoplamento o nome da província com o nome do han.
Na Restauração Meiji, os han foram legitimados como unidades administrativas, mas rapidamente substituídos por prefeituras (prefeituras urbanas foram chamadas fu e prefeituras rurais ken). Províncias como parte do sistema de endereços não foram abolidas, mas, pelo contrário, aumentaram. A partir de 1871, o número de prefeituras era de 304, enquanto o número de províncias era de 68, não incluindo a província de Hokkaidō e as Ryūkyū. As fronteiras entre essas prefeituras eram não somente complicadas, mas também não equivaliam às das províncias. Prefeituras foram gradualmente fundidas para reduzi-las para 37 em 1881; então algumas foram divididas para dar um total de 45 em 1885. Adicionando Hokkaidō e Okinawa, soma-se um total de 47 prefeituras.
Até agora, nenhuma medida oficial foi feita para abolir províncias. Províncias são consideradas obsoletas hoje em dia, embora seus nomes sejam amplamente usados em nome de montanhas, rios, etc. e em nomes de companhias e marcas. No início dos anos 2000, o ex-governador da prefeitura de Nagano, Yasuo Tanaka (presidente do Novo Partido Nippon), propôs a renomeação de sua prefeitura para "Shinshū" (信州, um nome derivado de Província de Shinano) porque ainda é largamente utilizado, como em Shinshū soba (信州そば), Shinshū miso (信州味噌) e Universidade de Shinshu.
As províncias são classificadas em kinai (dentro da capital), e sete ou oito dō (rotas, ou circuitos). Note-se que, no entanto, dō Neste contexto, não deve ser confundido com linhas modernas de tráfego, como Tōkaidō de Tóquio para Quioto ou Kobe. Também, Hokkaidō Neste contexto, não deve ser confundido com Prefeitura de Hokkaido, embora estes dois se sobrepõem geograficamente.

## Hoje
Estes nomes de província são consideradas principalmente de interesse histórico. Eles também são usados para os nomes de itens, incluindo nome de famílias, a maioria dos quais foram popularizados em ou após o período Edo. Exemplos incluem sanuki udon, iyokan, e awa odori.
Alguns dos nomes de província são usados para indicar partes distintas das atuais prefeituras, juntamente com suas características culturais e geográficas.  Em muitos casos, esses nomes também estão em uso com caracteres direcional, ex.: Hoku-Setsu (北摂) significado área Norte (北) Settsu (摂津).